# Дьяконов, Александр Михайлович
Александр Михайлович Дьяконов (4 января 1886 — 1 апреля 1956) — русский и советский зоолог, энтомолог, доктор биологических наук, профессор, основатель Отделения иглокожих Зоологического института РАН.

## Биография
Родился 4 января 1886 года. Его отцом был профессор Михаил Александрович Дьяконов, преподаватель истории русского права в Юрьевском университете. Позднее отец Дьяконова был избран членом Академии наук, и семья была вынуждена переехать в Петербург. 
Уже в школьные годы Дьяконов заинтересовывался энтомологией и начал собирать коллекцию бабочек. Летом 1906 года окончил гимназию и начал свою научную работу на Белом море. В этом же году он поступил в Петербургский университет на Естественно-исторический факультет, который он окончил в 1912 году с дипломом первой степени. 
В 1912  Дьяконова избирают действительным членом Русского энтомологического общества. Впоследствии он занимал пост вице-президента этого общества с 1931 по 1935 год.
После окончании университета Дьяконов занял должность зоолога Зоологического института АН, где он организовал Отделение иглокожих. В должности заведующего этим отделением, старшего зоолога он проработал до конца своей жизни.
Первой научной работой Дьяконова было описание нового вида бабочки-пяденицы (Geometridae). В дальнейшем как лепидоптеролог он занимался изучением практически исключительно видов этого семейства. В частности, он обработал материалы шведских экспедиций на Камчатку и в Северо-западный Китай.  Изучением стрекоз начал заниматься в Олонецкой экспедиции 1922-1923 годов. Новый вид стрекоз - Aeschna elisabethae, он назвал в честь жены, геолога Е.Н. Савельевой. 
Итогом работы Дьяконова в области энтомологии является 45 статей и других публикаций, а также 2 полностью законченные, но не опубликованные рукописи - «Очерк фауны насекомых Карадага» и «Бабочки Ленинградской области». Им описаны случаи гинадроморфизма у бархатниц (Satyridae) различных родов. Свою энтомологическую коллекцию чешуекрылых он завещал Зоологическому институту, а свою энтомологическую библиотеку - Русскому энтомологическому обществу. 
Дьяконов был участником многих исследовательских экспедиций, коллекционером чешуекрылых, которых он собирая в Ленинградской области, в Крыму, на территории Казахстана, Уссурийского края. 
В годы Великой Отечественной войны Дьяконовым опубликовал определители вредителей хлопчатника и свеклы Средней Азии и Казахстана. Дьяконовым были написаны разделы, посвященные стрекозам и пяденицам в определителях насекомых под редакцией Филипьева (1928), а также Тарбинского и Плавильщикова (1948). 
Провел первые монографические исследования морских звезд и офиур морей России. 
Скончался  в Ленинграде 1 апреля 1956 года. Похоронен на Шуваловском кладбище.

Могила Дьяконова на Шуваловском кладбище Санкт-Петербурга.

## Награды
- Орден Ленина;
- Орден Трудового Красного Знамени (19.02.1946);
- Медали.